# Fertő tó
El Fertő tó (nom hongarès; en alemany el seu nom és Neusiedler See, literalment llac de Neusiedl, per la població situada al seu extrem nord) és un llac situat entre els estats d'Àustria i Hongria, si bé gairebé tot el llac se situa dins de territori austríac excepte la riba sud, hongaresa. És a 137 metres sobre el nivell del mar i té unes mides de 36 km de llarg i entre 4 i 9 km d'ample. El 2001 va ser declarat Patrimoni de la Humanitat per la UNESCO.